# オホーツクスカイタワー
オホーツクスカイタワーは、北海道紋別市大山町の紋別山（通称：大山）にある観光施設であり、テレビ・FMの中継放送所となる紋別中継局でもある。本項では、紋別中継局からの電波を中継し補完しているミニサテライト局・中渚滑中継局（なかしょこつちゅうけいきょく）についても記述する。

## 概要
- 全高51.9メートル[1]。

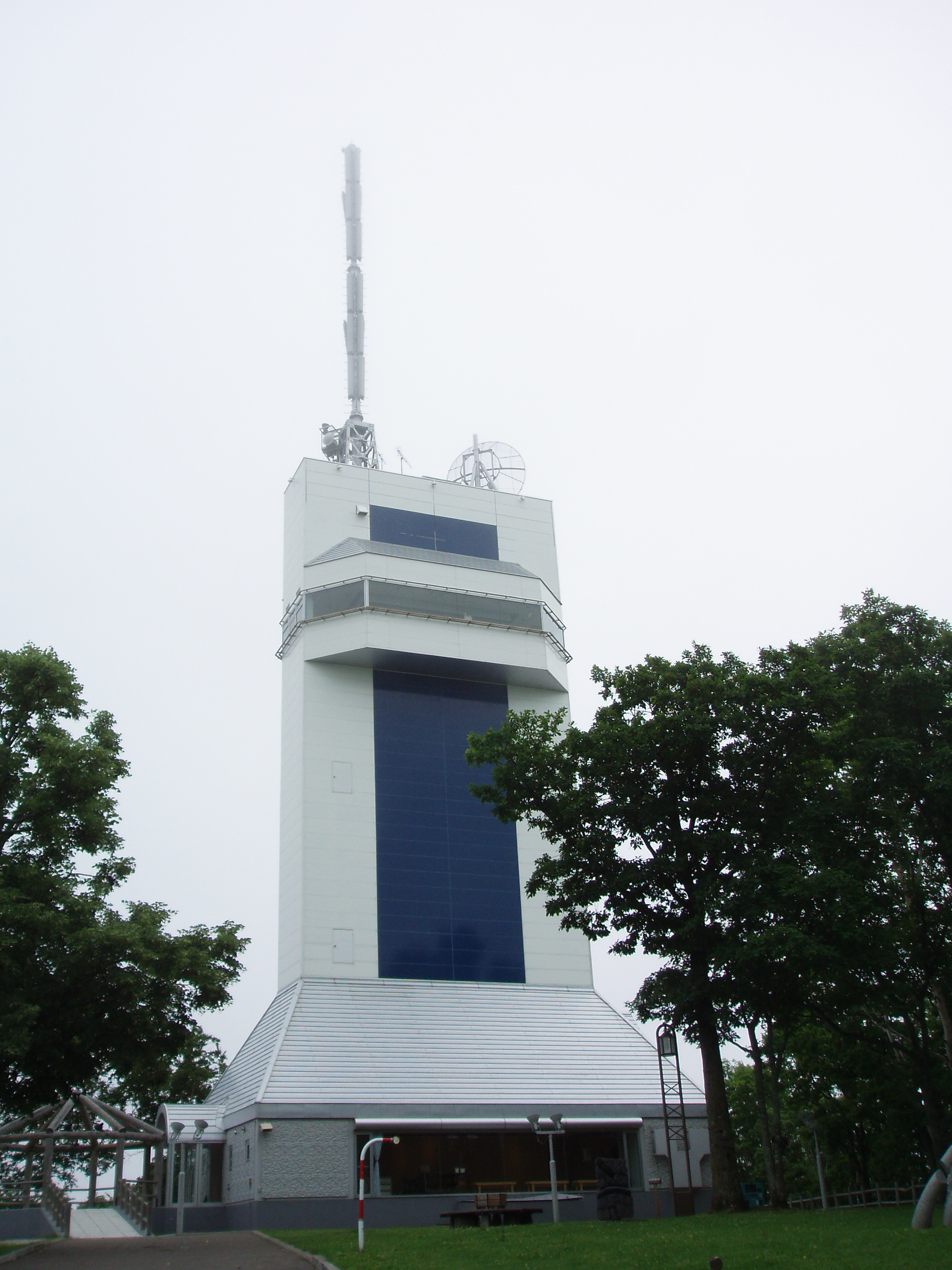
タワー全景

- 紋別市大山町の紋別山（標高333メートル）にあり、地下には放送施設、地上の一番上の階（高さ24メートル[1]）ではオホーツク海や紋別市街地を展望できる。入場料は大人200円、こども100円である。
- 1994年（平成6年）4月29日にオープン[1]。それに伴い、各テレビ局が個別（HTBとUHBは共同施設として）に設置していた紋別中継局をここに集約して統合、同時にNHK北見放送局2波、HBC、STVのチャンネルはVHFからUHFへ移行した（後述）。NHK北見FMについては、送信機器の局舎がテレビ放送と共に統合されているものの、鉄塔および送信空中線は統合されておらず、単独で鉄塔が別に設置されている。
  - テレビ放送の送信空中線は、前述のNHK北見FMを除き屋上に設置されている。

## 紋別テレビ・FM中継放送所

### 地上デジタルテレビジョン放送送信設備
| ID | 放送局名              | 物理 ch | 空中線 電力 | ERP  | 放送 対象地域 | 放送区域 内世帯数 | 偏波面   | 開局日          |
| -- | --------------------- | ------- | ----------- | ---- | ------------- | ----------------- | -------- | --------------- |
| 1  | HBC 北海道放送        | 32      | 10W         | 105W | 北海道        | 約16,000世帯      | 水平偏波 | 2009年 1月16日  |
| 2  | NHK 北見教育          | 23      | 10W         | 110W | 全国          | 約16,000世帯      | 水平偏波 | 2009年 1月16日  |
| 3  | NHK 北見総合          | 30      | 10W         | 110W | オホーツク圏  | 約16,000世帯      | 水平偏波 | 2009年 1月16日  |
| 5  | STV 札幌 テレビ放送   | 29      | 10W         | 105W | 北海道        | 約16,000世帯      | 水平偏波 | 2009年 1月16日  |
| 6  | HTB 北海道 テレビ放送 | 31      | 10W         | 110W | 北海道        | 約16,000世帯      | 水平偏波 | 2009年 1月16日  |
| 7  | TVh テレビ北海道      | 25      | 10W         | 110W | 北海道        | 約15,140世帯      | 水平偏波 | 2013年 11月29日 |
| 8  | UHB 北海道 文化放送   | 33      | 10W         | 110W | 北海道        | 約16,000世帯      | 水平偏波 | 2009年 1月16日  |

- TVhを除く各局は2008年12月3日に予備免許交付、12月22日から試験放送開始、2009年1月16日に本免許交付及び本放送開始（当初は2008年内の開局予定だった）。
- TVhは2013年8月7日予備免許交付、2013年10月28日試験放送開始、2013年11月29日本免許交付及び本放送開始[2][3]。

### 地上アナログテレビジョン放送送信設備
| チャンネル      | 放送局名             | 空中線電力        | ERP                  | 放送対象地域 | 放送区域 内世帯数 | 偏波面       |
| --------------- | -------------------- | ----------------- | -------------------- | ------------ | ----------------- | ------------ |
| 37              | HTB 北海道テレビ放送 | 映像100W/ 音声25W | 映像1.65kW/ 音声410W | 北海道       | 不明              | 水平偏波     |
| 39              | UHB 北海道文化放送   | 映像100W/ 音声25W | 映像1.65kW/ 音声410W | 北海道       | 不明              | 水平偏波     |
| 41              | HBC 北海道放送       | 映像100W/ 音声25W | 映像1.4kW/ 音声350W  | 北海道       | 不明              | 水平偏波     |
| 43              | STV 札幌テレビ放送   | 映像100W/ 音声25W | 映像1.4kW/ 音声350W  | 北海道       | 不明              | 水平偏波     |
| 45              | NHK 北見総合         | 映像100W/ 音声25W | 映像1.4kW/ 音声350W  | オホーツク圏 | 不明              | 水平偏波     |
| 47              | NHK 北見教育         | 映像100W/ 音声25W | 映像1.4kW/ 音声350W  | 全国         | 不明              | 水平偏波     |
| 33 （割当のみ） | TVh テレビ北海道     | （開局せず）      | （開局せず）         | （開局せず） | （開局せず）      | （開局せず） |

- 2011年（平成23年）7月24日をもってすべて廃止された。
- TVhはチャンネルの割り当て（33ch）がなされていたが、デジタル放送移行によりアナログ局の建設が凍結されたため、当該チャンネルはUHBのデジタル波のチャンネルに転用された。

### FMラジオ放送
| 周波数 （MHz） | 放送局名   | 空中線電力 | ERP  | 放送対象地域 | 放送区域 内世帯数 | 偏波面   |
| -------------- | ---------- | ---------- | ---- | ------------ | ----------------- | -------- |
| 85.1           | NHK 北見FM | 100W       | 260W | オホーツク圏 | 不明              | 垂直偏波 |

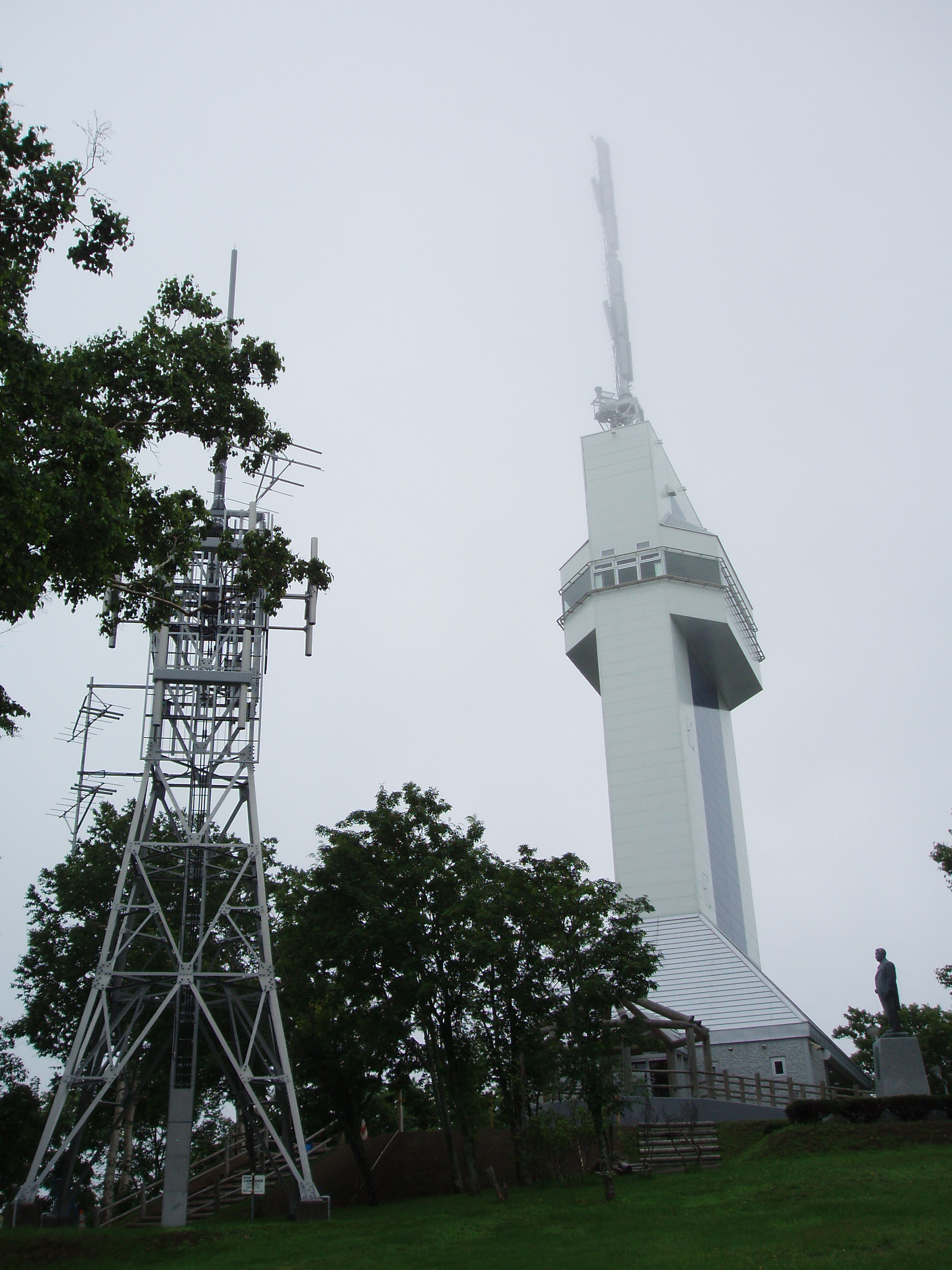
NHK北見FM

- 民放FMの中継局は設置されていないが、AIR-G'は網走送信所（83.1MHz・250W）を受信している。また、NORTH WAVEは高感度のチューナーと高利得のFMアンテナを使用することで釧路送信所または札幌送信所を受信できることがある。

## 中渚滑中継局

### 地上アナログテレビジョン放送送信設備
| チャンネル   | 放送局名             | 空中線電力          | ERP                  | 放送対象地域 | 放送区域 内世帯数 | 偏波面       |
| ------------ | -------------------- | ------------------- | -------------------- | ------------ | ----------------- | ------------ |
| 49           | NHK 北見教育         | 映像100mW/ 音声25mW | 映像1.95W/ 音声490mW | 全国         | 不明              | 水平偏波     |
| 51           | HTB 北海道テレビ放送 | 映像100mW/ 音声25mW | 映像1.95W/ 音声490mW | 北海道       | 不明              | 水平偏波     |
| 53           | UHB 北海道文化放送   | 映像100mW/ 音声25mW | 映像1.95W/ 音声490mW | 北海道       | 不明              | 水平偏波     |
| 55           | STV 札幌テレビ放送   | 映像100mW/ 音声25mW | 映像1.95W/ 音声490mW | 北海道       | 不明              | 水平偏波     |
| 57           | NHK 北見総合         | 映像100mW/ 音声25mW | 映像1.95W/ 音声490mW | オホーツク圏 | 不明              | 水平偏波     |
| 59           | HBC 北海道放送       | 映像100mW/ 音声25mW | 映像1.95W/ 音声490mW | 北海道       | 不明              | 水平偏波     |
| （割当なし） | TVh テレビ北海道     | （開局せず）        | （開局せず）         | （開局せず） | （開局せず）      | （開局せず） |

- オホーツクスカイタワーにある紋別中継局からの電波が届きにくい、紋別市中渚滑方面をカバーするために開局したミニサテライト局。
- 地上デジタル放送については、当初、紋別中継局のカバー状況を見ながら2010年に開局する予定だったが、2009年9月に紋別中継局でカバー出来ることが判明、「置局不要」と判定された。このため、中渚滑中継局は放送終了（廃局）が決定した。

## 備考

### 送信所について

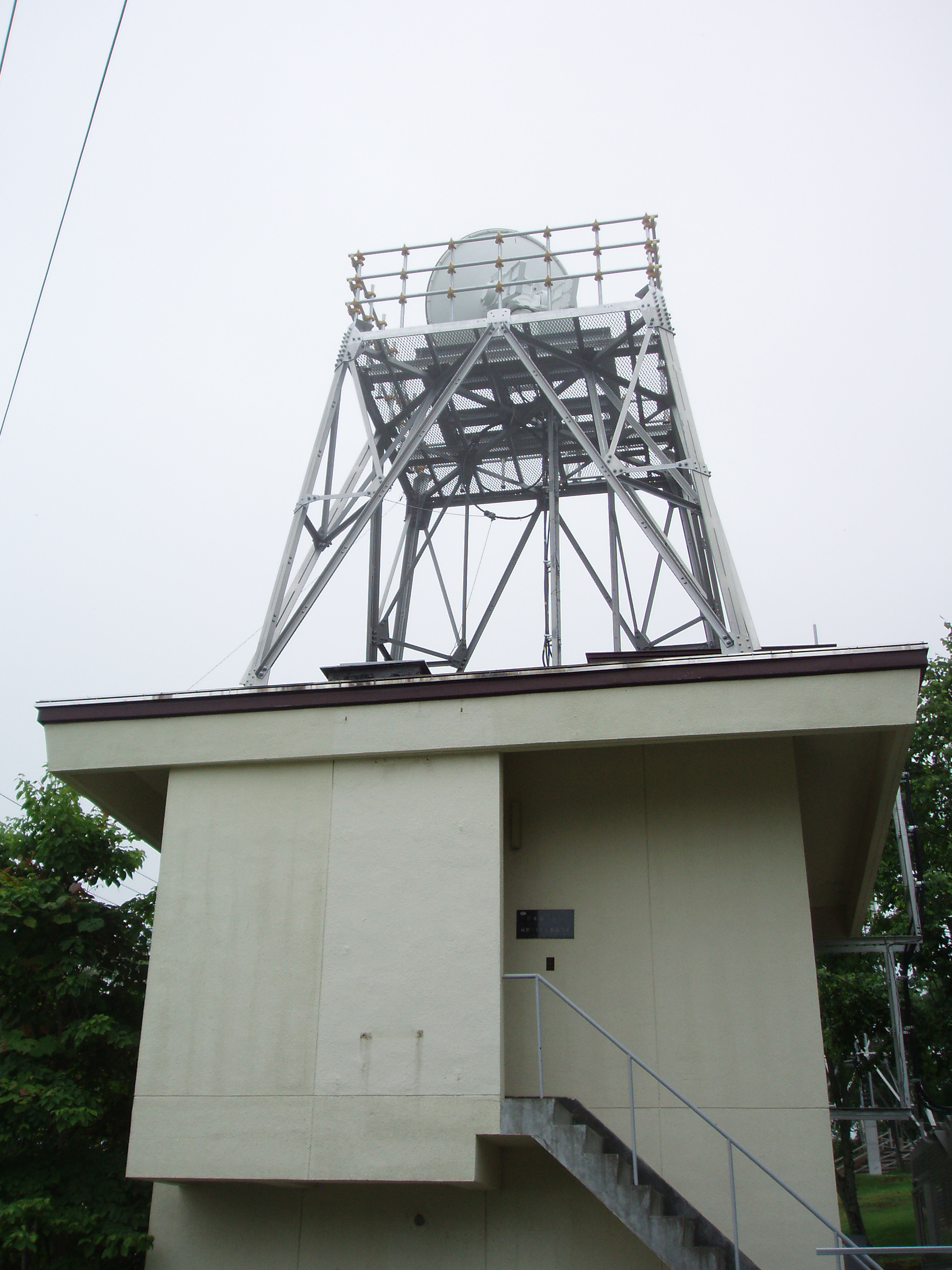
旧 NHK紋別中継局

- HBCはかつて11chで放送していた。そのため、紋別市大山町でHBCの映りが悪い地域向けに紋別大山中継局（41ch・1979年開局）が併設されていたが、オホーツクスカイタワーへの移転を機にHBCは紋別局のチャンネルを41chとしてそのまま使うことになった。
HBC以外にも、NHK北見放送局・STVもかつてはVHF帯で送信していた（NHK北見総合9ch、NHK北見教育2ch、STV7ch）。HTB・UHBは現在のチャンネルと同じ。
- なお、正式名称としてはHBCは「紋別送信所」（中継局は通称）、NHKは「紋別テレビ・FM中継放送所」という。そのほかは紋別中継局。
- NHK北見放送局の旧局舎は、北海道大学の気象観測用施設に転用されている。

### 放送エリア
- 紋別市全域（中渚滑を除く）、雄武町・湧別町のほぼ全域、興部町の一部という広い範囲をカバーしている[4]。
  - 過去に、西興部村ではにしおこっぺむらコミュニケーションネットワークがオホーツクスカイタワーの電波を使って民放各局のアナログ地上波を再送信していた（すり鉢山で受信し、ケーブルで本局に伝送されている。なお、NHKは西興部中継局の電波を本局で直接受信していた）。現在は興部中継局の電波を使ってNHK・民放各局のデジタル波を再送信している。

### その他
- アナログテレビジョン放送については民放各局は音声多重放送非実施（NHK北見は実施）。字幕放送・アナログデータ放送は利用できるが、特殊な機器がないと利用できない。
- デジタルテレビジョン放送については、字幕放送・データ放送・民放の音声多重放送も一般の受像機で利用できる。
- AMラジオ放送は、網走送信所を受信している。

## アクセス
- 紋別市街地から車で約5-10分であるが、現地までは急カーブ・急傾斜がところどころにある。